# Nobel-békedíjasok listája

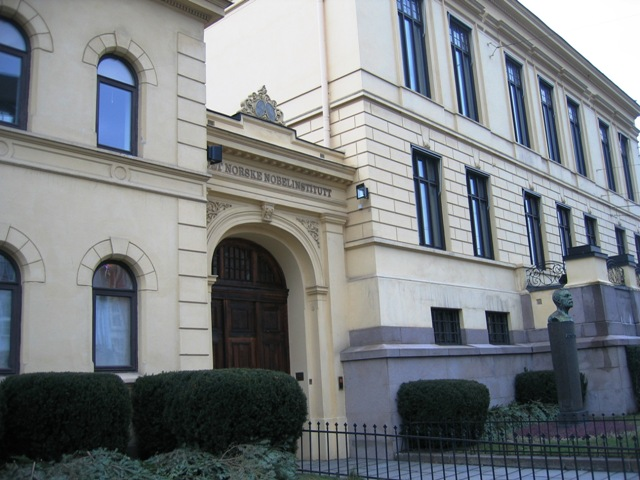
Az oslói Nobel Intézet ad otthont a bizottságnak, amely elismeréseként a díjakat évente odaítéli.

A Nobel bizottság minden évben odaítéli egy személynek vagy egy szervezetnek a Nobel-békedíjat, aki vagy amely "a legtöbbet vagy a legkimagaslóbban tette a nemzetek barátságáért, a fegyveres erők csökkentéséért vagy megszüntetéséért, vagy békekongresszusok tartásáért és előkészítéséért". A hat Nobel-díj egyike, amelyet Alfred Nobel 1895-ben hátrahagyott végrendelete alapján osztanak ki. A díjat Oslóban adják át minden évben december 10-én a norvég király jelenlétében. A békedíj az egyetlen Nobel-díj, amelyet nem Stockholmban adnak át. A többi díjtól eltérően a békedíjat nem csak személy kaphatja, hanem szervezet is.
A Nobel-békedíj váltotta ki a legtöbb vitát az összes Nobel-díj közül. Annak ellenére, hogy Mohandász Gandhit ötször jelölték, végül soha nem nyerte el a díjat. Az 1948-as meggyilkolását követően a bizottság úgy döntött, hogy a díjat nem adja oda, azzal az indokkal, hogy abban az évben "nem volt megfelelő élő jelölt". 1961-ben Dag Hammarskjöld vált az egyetlen posztumusz békedíjassá, aki az átadóünnepség előtt halt meg pár hónappal. Az ezután hozott új rendeletek miatt egy újabb posztumusz díj valószínűsége erősen lecsökkent. 1973-ban Lê Đức Thọ vietnámi politikus visszautasította a békedíjat, mondván, hogy „nincs olyan helyzetben, hogy elfogadja a díjat, mert Vietnámban továbbra sincs béke”. Linus Pauling ez egyetlen Nobel-békedíjas, aki 1954-ben már elnyerte a Kémiai Nobel-díjat is. A legfiatalabb Nobel-békedíjas Malála Júszafzai, akit 2014-ben, 17 éves korában ért a megtiszteltetés.

## Díjazottak
2022-ig 110 személynek és 27 szervezetnek ítélték oda a Nobel-békedíjat. Eddig 18 nőt ismertek el a békedíjjal, többet, mint bármely más Nobel-díjjal. A Nemzetközi Vöröskereszt háromszor (1917, 1944 és 1963), az ENSZ Menekültügyi Főbiztosa kétszer (1954 és 1981) vehette át a díjat. 19 alkalommal nem ítéltek senkinek Nobel-békedíjat, többször mint bármely más Nobel-díjat.
| Év   | Díjazott | Díjazott | Ország | Megjegyzés |
| ---- | --- | --- | --- | --- |
| 1901 | | Henry Dunant | Svájc | a Nemzetközi Vöröskereszt alapítója, a genfi egyezmény kezdeményezője. „a sebesült katonák megsegítésére és a nemzetközi megértés megteremtésére irányuló humanitárius erőfeszítéseiért” |
| 1901 | | Frédéric Passy | Franciaország | az első francia béketársaság (Société Française pour l'arbitrage entre nations) alapítója és elnöke. „a nemzetközi békekonferenciák, a diplomácia és a választottbíróság érdekében végzett élethosszig tartó munkájáért”                                                                                |
| 1902 | | Élie Ducommun | Svájc | A Berni Állandó Nemzetközi Békeiroda titkárai |
| 1902 | | Charles Albert Gobat | Svájc | Az Interparlamentáris Unióban betöltött szerepéért" |
| 1903 | | Sir William Randal Cremer | Egyesült Királyság | a Nemzetközi Békebírósági Liga titkára |
| 1904 | | Nemzetközi Jogi Intézet | Belgium | Nem hivatalos szervezetként a nemzetközi színtéren tanúsított erőfeszítéseiért |
| 1905 | | Bertha von Suttner | Osztrák–Magyar Monarchia | író, a Berni Állandó Nemzetközi Békeiroda tiszteletbeli elnöke |
| 1906 | | Theodore Roosevelt | Amerikai Egyesült Államok | az Egyesült Államok elnöke, „az orosz–japán háború befejezéséért folytatott közvetítő tevékenységéért” |
| 1907 | | Ernesto Teodoro Moneta | Olaszország | a Lombard Békeliga elnöke |
| 1907 | | Louis Renault | Franciaország | a nemzetközi jogok professzora |
| 1908 | | Klas Pontus Arnoldson | Svédország | a Békéért és Döntőbíróságért svéd béketársaság alapítója |
| 1908 | | Fredrik Bajer | Dánia | a Berni Állandó Nemzetközi Békeiroda alapítója, elnöke |
| 1909 | | Auguste Marie François Beernaert | Belgium | a hágai állandó Nemzetközi Döntőbíróság tagja |
| 1909 | | Paul-Henri-Benjamin d'Estournelles de Constant | Franciaország | alapítója és elnöke a Nemzetközi Döntőbíróság francia parlamenti csoportjának, a nemzeti érdekek és a nemzetközi együttműködés védelmére szervezett bizottság (Comite de defense des interets nationaux et de conciliation internationale) létrehozója                                                  |
| 1910 | | Berni Állandó Nemzetközi Békeiroda | Svájc | Több ország béketársaságai közötti kapocsként betöltött szerepéért. |
| 1911 | | Tobias Michael Carel Asser | Hollandia | a hágai nemzetközi magánjogi konferenciák összehívásának kezdeményezője |
| 1911 | | Alfred Hermann Fried | Osztrák-Magyar Monarchia | a Die Waffen Nieder (Le a fegyverekkel!) béketársaság alapítója |
| 1912 | | Elihu Root | Amerikai Egyesült Államok | több nemzetközi egyezmény kezdeményezője. |
| 1913 | | Henri La Fontaine | Belgium | a Berni Állandó Nemzetközi Békeiroda elnöke |
| 1914 | nem osztották ki az első világháború miatt | nem osztották ki az első világháború miatt | nem osztották ki az első világháború miatt | nem osztották ki az első világháború miatt |
| 1915 | nem osztották ki az első világháború miatt | nem osztották ki az első világháború miatt | nem osztották ki az első világháború miatt | nem osztották ki az első világháború miatt |
| 1916 | nem osztották ki az első világháború miatt | nem osztották ki az első világháború miatt | nem osztották ki az első világháború miatt | nem osztották ki az első világháború miatt |
| 1917 | | Nemzetközi Vöröskereszt | Svájc | Háborús foglyok jogainak felkarolásáért az első világháborúban |
| 1918 | nem osztották ki az első világháború miatt | nem osztották ki az első világháború miatt | nem osztották ki az első világháború miatt | nem osztották ki az első világháború miatt |
| 1919 | | Thomas Woodrow Wilson | Egyesült Államok | az Amerikai Egyesült Államok elnöke, a Nemzetek Szövetsége kezdeményezője |
| 1920 | | Léon Victor Auguste Bourgeois | Franciaország | a Nemzetek Szövetsége tanácsának elnöke |
| 1921 | | Hjalmar Branting | Svédország | miniszterelnök, svéd küldött a Nemzetek Szövetsége tanácsában |
| 1921 | | Christian Lous Lange | Norvégia | az Interparlamentáris Unió főtitkára |
| 1922 | | Fridtjof Nansen | Norvégia | a Nemzetek Szövetsége norvég küldötte, a Nansen Nemzetközi Menekültügyi Hivatal alapítója |
| 1923 | nem osztották ki | nem osztották ki | nem osztották ki | nem osztották ki |
| 1924 | nem osztották ki | nem osztották ki | nem osztották ki | nem osztották ki |
| 1925 | | Sir Austen Chamberlain | Egyesült Királyság | a locarnói egyezmény kezdeményezője |
| 1925 | | Charles G. Dawes | Egyesült Államok | a jóvátételi bizottság elnöke és a Dawes-terv elkészítője |
| 1926 | | Aristide Briand | Franciaország | a locarnói egyezményért |
| 1926 | | Gustav Stresemann | Németország | a locarnói egyezményért |
| 1927 | | Ferdinand Buisson | Franciaország | a Béke és Szabadság Nemzetközi Ligájának alapítója és elnöke |
| 1927 | | Ludwig Quidde | Németország | a Béke és Szabadság Nemzetközi Ligájának alapítója és elnöke |
| 1928 | nem osztották ki | nem osztották ki | nem osztották ki | nem osztották ki |
| 1929 | | Frank B. Kellogg | Egyesült Államok | „a Kellogg–Briand-paktum létrejöttében játszott döntő szerepéért” |
| 1930 | | Lars Olof Nathan (Jonathan) Söderblom | Svédország | Az Ökumenikus Mozgalom alapítója. „a keresztények egységének előmozdításáért és „az új gondolkodásmód megteremtésének elősegítéséért, amely szükséges ahhoz, hogy a nemzetek közötti béke valósággá váljon””                                                                                            |
| 1931 | | Jane Addams | Egyesült Államok | „szorgalmas erőfeszítésükért a béke eszményének felélesztésére és a béke szellemének újraélesztésére saját nemzetükben és az egész emberiségben” |
| 1931 | Nicholas Murray Butler | | Egyesült Államok | „szorgalmas erőfeszítésükért a béke eszményének felélesztésére és a béke szellemének újraélesztésére saját nemzetükben és az egész emberiségben” |
| 1932 | nem osztották ki | nem osztották ki | nem osztották ki | nem osztották ki |
| 1933 | | Sir Norman Angell (Ralph Lane) | Egyesült Királyság | író, a Nemzetek Szövetsége és a Nemzeti Béke Tanács végrehajtóbizottságának tagja. „amiért tollával leleplezte a háború illúzióját, és meggyőző könyörgést nyújtott be a nemzetközi együttműködés és béke mellett”                                                                                      |
| 1934 | | Arthur Henderson | Egyesült Királyság | a Népszövetség és a Leszerelési Konferencia elnöke. „fáradhatatlan küzdelméért és bátor erőfeszítéseiért a Népszövetség leszerelési konferenciájának elnökeként 1931–1934” |
| 1935 | | Carl von Ossietzky | Németország | „a gondolat- és véleményszabadság iránti égető szeretetéért és a béke ügyéhez való értékes hozzájárulásáért” |
| 1936 | | Carlos Saavedra Lamas | Argentína | a Népszövetség elnöke. „az 1933-as argentin háborúellenes egyezmény atyjaként játszott szerepéért, amelyet 1935-ben Paraguay és Bolívia közötti béke közvetítésére is használt.” |
| 1937 | | Robert Cecil | Egyesült Királyság | a Nemzetközi Béke Mozgalom elnöke és alapítója. „a Népszövetség, a leszerelés és a béke támogatására kifejtett fáradhatatlan erőfeszítéséért” |
| 1938 | | Nansen Nemzetközi Menekültügyi Hivatal | Nemzetek ligája | „amiért folytatta Fridtjof Nansen munkáját a menekültek érdekében Európa-szerte” |
| 1939 | nem osztották ki a második világháború miatt | nem osztották ki a második világháború miatt | nem osztották ki a második világháború miatt | nem osztották ki a második világháború miatt |
| 1940 | nem osztották ki a második világháború miatt | nem osztották ki a második világháború miatt | nem osztották ki a második világháború miatt | nem osztották ki a második világháború miatt |
| 1941 | nem osztották ki a második világháború miatt | nem osztották ki a második világháború miatt | nem osztották ki a második világháború miatt | nem osztották ki a második világháború miatt |
| 1942 | nem osztották ki a második világháború miatt | nem osztották ki a második világháború miatt | nem osztották ki a második világháború miatt | nem osztották ki a második világháború miatt |
| 1943 | nem osztották ki a második világháború miatt | nem osztották ki a második világháború miatt | nem osztották ki a második világháború miatt | nem osztották ki a második világháború miatt |
| 1944 | | Nemzetközi Vöröskereszt | Svájc | „a háború alatt az emberiség érdekében végzett nagyszerű munkájáért”. Visszamenőlegesen adományozva 1945-ben. |
| 1945 | | Cordell Hull | Egyesült Államok | „a nemzetközi megértésért végzett fáradhatatlan munkájáért és az Egyesült Nemzetek Szervezete megalapításában játszott kulcsfontosságú szerepéért” |
| 1946 | | Emily Greene Balch | Egyesült Államok | a Nők Nemzetközi Ligája Békéért és Szabadságért tiszteletbeli nemzetközi elnökének „a béke ügyéért végzett élethosszig tartó munkájáért" |
| 1946 | | John R. Mott | Egyesült Államok | „a nemzeti határokon átnyúló, békét előmozdító vallási testvériség létrehozásához való hozzájárulásáért” |
| 1947 | | A Barátok Szolgálati Tanácsa | Egyesült Királyság | a Barátok Vallásos Társasága érdekében végzett munkáért, ismertebb nevén a Kvékerek. |
| 1947 | Amerikai Barátok Szolgálati Bizottsága | Egyesült Államok | | a Barátok Vallásos Társasága érdekében végzett munkáért, ismertebb nevén a Kvékerek. |
| 1948 | nem osztották ki, mert "nem volt megfelelő élő jelölt" (A díjat Mahátma Gandhi kapta volna, akit azonban meggyilkoltak és a díjat posztumusz nem lehet odaítélni.) | nem osztották ki, mert "nem volt megfelelő élő jelölt" (A díjat Mahátma Gandhi kapta volna, akit azonban meggyilkoltak és a díjat posztumusz nem lehet odaítélni.) | nem osztották ki, mert "nem volt megfelelő élő jelölt" (A díjat Mahátma Gandhi kapta volna, akit azonban meggyilkoltak és a díjat posztumusz nem lehet odaítélni.) | nem osztották ki, mert "nem volt megfelelő élő jelölt" (A díjat Mahátma Gandhi kapta volna, akit azonban meggyilkoltak és a díjat posztumusz nem lehet odaítélni.) |
| 1949 | | The Lord Boyd-Orr | Egyesült Királyság | a Élelmezésügyi és Mezőgazdasági Világszervezet igazgatója, a Nemzeti Béketanács elnöke, és a Békeszervezetek Világuniójának elnöke. |
| 1950 | | Ralph Bunche | Egyesült Államok | a palesztinai válság megoldásáért tett erőfeszítéseiért |
| 1951 | | Léon Jouhaux | Franciaország | az Európa Tanács Nemzetközi Bizottsága elnöke, Szabad Kereskedelmi Unió Nemzetközi Szövetsége elnöke, Kereskedelmi Unió Világszövetsége alelnöke, a ILO Tanács tagja, küldött az ENSZ-ben. |
| 1952 | | Albert Schweitzer | Franciaország | a Lambarene kórház alapításáért Gabonban. |
| 1953 | | George Catlett Marshall | Egyesült Államok | a Marshall-tervért. |
| 1954 | | Az ENSZ Menekültügyi Főbiztosának Hivatala | Egyesült Nemzetek | „a háborús sebek gyógyítására tett erőfeszítéseiért azáltal, hogy segítséget és védelmet nyújt a menekülteknek világszerte” |
| 1955 | nem osztották ki | nem osztották ki | nem osztották ki | nem osztották ki |
| 1956 | nem osztották ki | nem osztották ki | nem osztották ki | nem osztották ki |
| 1957 | | Lester Bowles Pearson | Kanada | Az ENSZ Közgyűlésének hetedik elnöke, a Szuezi válság megoldásában végzett munkájáért. |
| 1958 | | Georges Pire | Belgium | Az Europe du Cœur au Service du Monde nevű menekülteket segítő mozgalom vezetője, a Dominikánus-rend atyja. |
| 1959 | | Philip Noel-Baker | Egyesült Királyság | életművéért, a világbéke és az együttműködés érdekében végzett fáradhatatlan munkájáért. |
| 1960 | | Albert Lutuli | Dél-Afrika | az ANC (Afrikai Nemzeti Kongresszus) elnöke. |
| 1961 | | Dag Hammarskjöld | Svédország | az ENSZ főtitkárnak (posztumusz). „az ENSZ hatékony és konstruktív nemzetközi szervezetté fejlesztéséért, amely képes életet adni az ENSZ Alapokmányában megfogalmazott elveknek és céloknak.” |
| 1962 | | Linus Carl Pauling | Egyesült Államok | „a Kelet és Nyugat közötti nukleáris fegyverkezési verseny elleni harcáért” |
| 1963 | | Vöröskereszt Nemzetközi Bizottsága | Svájc | „a Genfi Egyezmény elveinek előmozdításáért és az ENSZ-szel való együttműködésért.” |
| 1963 | Vöröskereszt | | Svájc | „a Genfi Egyezmény elveinek előmozdításáért és az ENSZ-szel való együttműködésért.” |
| 1964 | | Martin Luther King | Egyesült Államok | „az afro-amerikai lakosság polgári jogaiért folytatott erőszakmentes küzdelméért” |
| 1965 | | Gyermek alap (UNICEF) | Egyesült Nemzetek | „a nemzetek közötti szolidaritás fokozására és a gazdag és szegény államok közötti különbség csökkentésére irányuló erőfeszítéseiért” |
| 1966 | nem osztották ki | nem osztották ki | nem osztották ki | nem osztották ki |
| 1967 | nem osztották ki | nem osztották ki | nem osztották ki | nem osztották ki |
| 1968 | | René Cassin | Franciaország | Európai Emberjogi Bíróság elnökének „az ENSZ-nyilatkozatban meghatározott emberi jogok biztosításáért folytatott küzdelméért” |
| 1969 | | Az ENSZ Nemzetközi Munkaügyi Szervezete (ILO) | Egyesült Nemzetek | „nemzetközi jogszabályok megalkotásáért, amelyek minden országban biztosítanak bizonyos munkakörülményeket” |
| 1970 | | Norman Borlaug | Egyesült Államok | A (Nemzetközi Gabonakutató Központ) kutatójának, „mert megalapozott reményt adott – a zöld forradalmat” |
| 1971 | | Willy Brandt | Nyugat Németország | „amiért megnyitotta az utat a Kelet és Nyugat közötti értelmes párbeszédhez” |
| 1972 | nem osztották ki | nem osztották ki | nem osztották ki | nem osztották ki |
| 1973 | | Henry Kissinger | Egyesült Államok | a vietnámi békekötésért. |
| 1973 | | Lê Đức Thọ | Észak-Vietnám | a vietnámi békekötésért. |
| 1974 | | Seán MacBride | Írország | a Nemzetközi Béke Iroda elnökének, ill. az ENSZ namíbiai főbiztosságának elnökének „az emberi jogok biztosítására és fejlesztésére tett erőfeszítéseiért világszerte”. |
| 1974 | | Szató Eiszaku (佐藤榮作) | Japán | Japán miniszterelnöke „a csendes-óceáni térség állapotának stabilizálásához való hozzájárulásáért és az atomsorompó-szerződés aláírásáért” |
| 1975 | | Andrej Szaharov | Szovjetunió | „az emberi jogokért a Szovjetunióban, a leszerelésért és az összes nemzet közötti együttműködésért folytatott küzdelméért” |
| 1976 | | Betty Williams | Egyesült Királyság/Írország | a Béke Embereinek Közössége északír békemozgalom alapítóinak „az észak-írországi erőszakos konfliktus lezárását célzó mozgalom megalapításában tett bátor erőfeszítésekért” |
| 1976 | Mairead Corrigan | | Egyesült Királyság/Írország | a Béke Embereinek Közössége északír békemozgalom alapítóinak „az észak-írországi erőszakos konfliktus lezárását célzó mozgalom megalapításában tett bátor erőfeszítésekért” |
| 1977 | | Amnesty International | Egyesült Királyság | „az emberi jogok világszintű tiszteletben tartásáért” |
| 1978 | | Anvar Szádát | Egyiptom | „1978-as Egyiptom és Izrael közötti béketárgyalásokért” |
| 1978 | | Menáhém Begín | Izrael | „1978-as Egyiptom és Izrael közötti béketárgyalásokért” |
| 1979 | | Teréz anya | India | „a szenvedő emberiségnek nyújtott segítségért” |
| 1980 | | Adolfo Pérez Esquivel | Argentína | „mert ihletforrásként szolgált az elnyomott emberek számára, különösen Latin-Amerikában” |
| 1981 | | Az ENSZ Menekültügyi Főbiztosának hivatala | Egyesült Nemzetek | „a menekültek alapvető jogainak előmozdításáért” |
| 1982 | | Alva Myrdal | Svédország | Az ENSZ Közgyűlés leszerelési bizottságának tagjainak, „a leszerelésért, valamint a nukleáris és fegyvermentes övezetekért végzett munkájukért”. |
| 1982 | | Alfonso García Robles | Mexikó | Az ENSZ Közgyűlés leszerelési bizottságának tagjainak, „a leszerelésért, valamint a nukleáris és fegyvermentes övezetekért végzett munkájukért”. |
| 1983 | | Lech Wałęsa | Lengyelország | „erőszakmentes harcért a szabad szakszervezetekért és az emberi jogokért Lengyelországban” |
| 1984 | | Desmond Tutu | Dél-Afrika | „a dél-afrikai apartheid problémájának megoldását célzó erőszakmentes kampányban betöltött egyesítő vezető szerepéért” |
| 1985 | | Az Orvosok az Atomháború Megelőzéséért mozgalom | Egyesült Államok | „mérvadó információk terjesztéséért és az atomháború katasztrofális következményeinek tudatosításáért” |
| 1986 | | Elie (Eliézer) Wiesel | Egyesült Államok | „mert hírnöke az emberiségnek: üzenete a béke, az engesztelés és a méltóság üzenete” |
| 1987 | | Óscar Arias Sánchez | Costa Rica | „Közép-Amerika tartós békéjéért végzett munkájáért” |
| 1988 | | Az ENSZ Békefenntartó Erői | Egyesült Nemzetek | „a fegyveres összecsapások megelőzésére és a tárgyalások feltételeinek megteremtésére” |
| 1989 | | 14. Dalai Lama | Tibet | „a tolerancián és a kölcsönös tiszteleten alapuló békés megoldások támogatásáért népe történelmi és kulturális örökségének megőrzése érdekében” |
| 1990 | | Mihail Szergejevics Gorbacsov | Szovjetunió | „Abban a békefolyamatban játszott vezető szerepéért, amely jellemző fontos részét képezi a mai nemzetközi közösség jelentős részére.” |
| 1991 | | Aun Szan Szu Kji | Burma | „A demokráciáért és emberi jogokért való erőszakmentes küzdelméért.” |
| 1992 | | Rigoberta Menchú | Guatemala | „A szociális igazságért és a bennszülött népek jogainak tiszteletbentartásán alapuló etnokulturális megbékélésért végzett munkája elismeréseképpen.” |
| 1993 | | Nelson Mandela | Dél-Afrika | „Az Apartheid rendszer békés felszámolásáért és az új, demokratikus Dél-Afrika alapjainak lefektetéséért.” |
| 1993 | Frederik Willem de Klerk | | Dél-Afrika | „Az Apartheid rendszer békés felszámolásáért és az új, demokratikus Dél-Afrika alapjainak lefektetéséért.” |
| 1994 | | Jasszer Arafat | Palesztina | „A Közel-Keleti béketeremtéshez való hozzájárulásért.” |
| 1994 | | Jichák Rabin | Izrael | „A Közel-Keleti béketeremtéshez való hozzájárulásért.” |
| 1994 | Simón Peresz | | Izrael | „A Közel-Keleti béketeremtéshez való hozzájárulásért.” |
| 1995 | | Joseph Rotblat | Egyesült Királyság | „Azért az erőfeszítésért, hogy csökkentsék a nukleáris fegyverek szerepét a nemzetközi politikában, és hosszú távon kiküszöböljék az ilyen fegyvereket.” |
| 1995 | | Pugwash konferenciák a tudományról és világügyekről (Pugwash-konferenciák)                                                                                         | Kanada | „Azért az erőfeszítésért, hogy csökkentsék a nukleáris fegyverek szerepét a nemzetközi politikában, és hosszú távon kiküszöböljék az ilyen fegyvereket.” |
| 1996 | | Carlos Filipe Ximenes Belo | Kelet-Timor | „Az igazságos és békés Kelet-Timor érdekében végzett munkájukért.” |
| 1996 | José Ramos-Horta | | Kelet-Timor | „Az igazságos és békés Kelet-Timor érdekében végzett munkájukért.” |
| 1997 | | Nemzetközi Kampány a Taposóaknák Betiltásáért (International Campaign to Ban Landmines, ICBL)                                                                      | Svájc | „A taposóaknák betiltásáért és megsemmisítéséért végzett munkájukért.” |
| 1997 | | Jody Williams | Egyesült Államok | „A taposóaknák betiltásáért és megsemmisítéséért végzett munkájukért.” |
| 1998 | | John Hume | Írország | „Az észak-írországi konfliktus békés megoldásainak támogatásáért.” |
| 1998 | | David Trimble | Egyesült Királyság | „Az észak-írországi konfliktus békés megoldásainak támogatásáért.” |
| 1999 | | Orvosok Határok Nélkül | Svájc | „A szervezet több kontinensen végzett úttörő humanitárius tevékenységéért.” |
| 2000 | | Kim Dedzsung (Kim Dae Jung) (金大中) | Dél-Korea | „A demokráciáért és emberi jogokért végzett munkájáért Dél-Koreában és Kelet-Ázsiában, valamint különösen az Észak-Koreával való megbékélésért.” |
| 2001 | | Egyesült Nemzetek Szervete | Egyesült Nemzetek | „Egy jobban szervezett és békésebb világ érdekében végzett munkájukért.” |
| 2001 | Kofi Annan, Photo: Harry Wad | Kofi Annan | Ghána | „Egy jobban szervezett és békésebb világ érdekében végzett munkájukért.” |
| 2002 | | Jimmy Carter | Egyesült Államok | „Az évtizednyi fáradhatatlan erőfeszítéseiért a nemzetközi konfliktusok békés rendezése érdekében, a demokrácia és emberi jogok fejlesztéséért, a gazdasági és társadalmi fejlesztések előmozdításáért.”                                                                                                |
| 2003 | | Sirin Ebádi | Irán | „Az emberi jogok és demokrácia érdekében végzett erőfeszítéseiért. Különös tekintettel a gyermekek és nők jogai érdekében végzett küzdelméért.” |
| 2004 | | Wangari Muta Maathai | Kenya | „A közreműködéséért a fenntartható fejlődés, a demokrácia és béke érdekében.” |
| 2005 | | Nemzetközi Atomenergia-ügynökség | Egyesült Nemzetek | „Azokért az erőfeszítésekért, hogy megelőzzék az atomenergia katonai célú felhasználását és biztosítsák a lehető legbiztonságosabb békés célú felhasználást.” |
| 2005 | | Mohammed el-Barádei (محمد البرادعي), a NAÜ vezetője | Egyiptom | „Azokért az erőfeszítésekért, hogy megelőzzék az atomenergia katonai célú felhasználását és biztosítsák a lehető legbiztonságosabb békés célú felhasználást.” |
| 2006 | | Muhámmad Iunúsz | Banglades | „a gazdasági és társadalmi fejlődés alulról történő megteremtésére irányuló erőfeszítéseikért” |
| 2006 | Grámin Bank | | Banglades | „a gazdasági és társadalmi fejlődés alulról történő megteremtésére irányuló erőfeszítéseikért” |
| 2007 | | Éghajlatváltozási Kormányközi Testület (IPCC) | Egyesült Nemzetek Szervezete | „erőfeszítéseikért az ember által előidézett éghajlatváltozásról való nagyobb tudás felépítésére és terjesztésére, valamint az ilyen változások elleni küzdelemhez szükséges intézkedések alapjainak lefektetésére.”                                                                                    |
| 2007 | | Al Gore | Amerikai Egyesült Államok | „erőfeszítéseikért az ember által előidézett éghajlatváltozásról való nagyobb tudás felépítésére és terjesztésére, valamint az ilyen változások elleni küzdelemhez szükséges intézkedések alapjainak lefektetésére.”                                                                                    |
| 2008 | | Martti Ahtisaari | Finnország | „a nemzetközi konfliktusok megoldásáért több kontinensen és több mint három évtizeden át tett fontos erőfeszítéseiért.” |
| 2009 | | Barack Obama | Egyesült Államok | „a nemzetközi diplomácia és a népek közötti együttműködés erősítése érdekében tett rendkívüli erőfeszítéseiért” |
| 2010 | | Liu Hsziao-po (Liu Xiaobo) | Kína | „Az alapvető emberi jogokért Kínában folytatott hosszú és erőszakmentes küzdelméért.” |
| 2011 | | Ellen Johnson-Sirleaf | Libéria | „A nők biztonságáért és a béke építésében való teljes körű részvételük jogáért folytatott erőszakmentes küzdelmükért.” |
| 2011 | Leymah Gbowee | | Libéria | „A nők biztonságáért és a béke építésében való teljes körű részvételük jogáért folytatott erőszakmentes küzdelmükért.” |
| 2011 | | Tavakkul Karmán (توكل كرمان) | Jemen | „A nők biztonságáért és a béke építésében való teljes körű részvételük jogáért folytatott erőszakmentes küzdelmükért.” |
| 2012 | | Európai Unió (EU) | Európa | „Az EU több mint hat évtizede segíti elő a béke, a megbékélés, a demokrácia és az emberi jogok előmozdítását Európában.” |
| 2013 | | Vegyifegyver-tilalmi Szervezet (OPCW) | Nemzetközi, (székhelye/székháza Hágában, Hollandiában) | „a vegyi fegyverek felszámolására tett kiterjedt erőfeszítéseiért” |
| 2014 | | Kailás Szatjárthi | India | a gyermekek és fiatal emberek elnyomása ellen tett küzdelmükért, hogy minden gyermeknek alanyi jogon járjon az oktatás (Malala 17 évesen a legfiatalabb Nobel-díjas) |
| 2014 | | Malála Júszafzai | Pakisztán | a gyermekek és fiatal emberek elnyomása ellen tett küzdelmükért, hogy minden gyermeknek alanyi jogon járjon az oktatás (Malala 17 évesen a legfiatalabb Nobel-díjas) |
| 2015 | | Nemzeti Párbeszéd Kvartett | Tunézia | „a 2011-es tunéziai jázminos forradalom után az ország plurális demokráciájának építéséért tett erőfeszítéseiért” |
| 2016 | | Juan Manuel Santos | Kolumbia | „az ország több mint 50 éve tartó polgárháborújának lezárására tett határozott erőfeszítéseiért” |
| 2017 | | Nukleáris Fegyverek Megsemmisítéséért Küzdő Nemzetközi Mozgalom (ICAN)                                                                                             | Svájc | "a szervezet felhívja a figyelmet a nukleáris fegyverek felhasználásának katasztrofális következményeire és minden erőfeszítéssel a fegyverek szerződésen alapuló betiltásán dolgozik." |
| 2018 | | Denis Mukwege | Kongói Demokratikus Köztársaság | „a szexuális erőszak háború és fegyveres konfliktusok fegyvereként való alkalmazásának megszüntetésére tett erőfeszítéseikért” |
| 2018 | | Nadiye Murad | Irak | „a szexuális erőszak háború és fegyveres konfliktusok fegyvereként való alkalmazásának megszüntetésére tett erőfeszítéseikért” |
| 2019 | | Abij Ahmed | Etiópia | „a béke és a nemzetközi együttműködés érdekében tett erőfeszítéseiért, és különösen a szomszédos Eritreával való határkonfliktus megoldására irányuló határozott kezdeményezéséért” |
| 2020 | | Világélelmezési Program (WFP) | Nemzetközi (székhelye Róma, Olaszország) | „az éhínség leküzdésére tett erőfeszítéseiért, a konfliktusok által sújtott területeken a béke feltételeinek javításához való hozzájárulásért, valamint azért, mert hajtóerőként járt el az éhezés háború és konfliktus fegyvereként való felhasználásának megakadályozására irányuló erőfeszítésekben” |
| 2021 | | Maria Ressa | Fülöp-szigetek | „a véleménynyilvánítás szabadságának megőrzésére tett erőfeszítéseikért, amely a demokrácia és a tartós béke előfeltétele” |
| 2021 | | Dmitrij Muratov | Oroszország | „a véleménynyilvánítás szabadságának megőrzésére tett erőfeszítéseikért, amely a demokrácia és a tartós béke előfeltétele” |
| 2022 | | Alesz Bjaljacki | Fehéroroszország | „kiemelkedő erőfeszítéseikért a háborús bűnök, az emberi jogok megsértése és a hatalommal való visszaélés dokumentálása érdekében” |
| 2022 | | Memorial (emberi jogi szervezet) | Oroszország | „kiemelkedő erőfeszítéseikért a háborús bűnök, az emberi jogok megsértése és a hatalommal való visszaélés dokumentálása érdekében” |
| 2022 | | Polgári Szabadságjogok Központja | Ukrajna | „kiemelkedő erőfeszítéseikért a háborús bűnök, az emberi jogok megsértése és a hatalommal való visszaélés dokumentálása érdekében” |
| 2023 | | Nargesz Mohammadi | Irán | „az iráni nők elnyomása elleni harcáért, valamint az emberi jogok és mindenki szabadságának előmozdításáért folytatott harcáért” |
| 2024 | | Nihon Hidankjo | Japán | „a nukleáris fegyverektől mentes világ megteremtésére tett erőfeszítéseiért, és tanúvallomás útján demonstrálta, hogy soha többé nem szabad atomfegyvert használni” |

## Lásd még
- Nobel-díjasok listája
- Nobel-békedíjasok világ-csúcstalálkozója
- Békeaktivisták listája